# Diplodus bermudensis
Diplodus bermudensis — вид морських окунеподібних риб роду морський карась (Diplodus) родини спарових (Sparidae).

## Опис
Максимальна довжина тіла сягає 30 см.

## Поширення
Вид мешкає у Західній Атлантиці біля берегів Бермудських островів на глибині до 100 м.

## Спосіб життя
Живиться безхребетними і водоростями.